# دوللي هاس
دوللي هاس (بالإنجليزية: Dolly Haas)‏ هي مغنية وموسيقية وممثلة أمريكية، ولدت في 29 أبريل 1910 في ألمانيا، وتوفيت في 16 سبتمبر 1994 بنيويورك في الولايات المتحدة بسبب سرطان المبيض. من الجوائز التي نالتها جائزة الفيلم الألماني ‏.

## جوائز
- جائزة الفيلم الألماني [الإنجليزية]‏

## وصلات خارجية
- دوللي هاس على موقع IMDb (الإنجليزية)
- دوللي هاس على موقع ألو سيني (الفرنسية)
- دوللي هاس على موقع ميوزك برينز (الإنجليزية)
- دوللي هاس على موقع أول موفي (الإنجليزية)
- دوللي هاس على موقع قاعدة بيانات برودواي على الإنترنت (الإنجليزية)
- دوللي هاس على موقع قاعدة بيانات الأفلام السويدية (السويدية)
- دوللي هاس على موقع ديسكوغز (الإنجليزية)
- دوللي هاس على موقع قاعدة بيانات الفيلم (الإنجليزية)
- دوللي هاس على موقع كينوبويسك (الروسية)